# مایکل تلن
مایکل تلن (انگلیسی: Michael Thelvén؛ زادهٔ ۷ ژانویهٔ ۱۹۶۱) بازیکن هاکی روی یخ اهل سوئد است.